# Leo Meyer (Filmproduzent)
Leopold Meyer (geboren am 28. September 1891 in Weener, Deutsches Kaiserreich; gestorben am 1. Juli 1942 in Amsterdam, Niederlande) war ein deutscher Filmverleiher, Filmproduzent und Produktionsleiter.

## Leben
Über Meyers frühe Jahre ist derzeit de facto nichts bekannt. Im Juni 1923 gründete er zusammen mit Albert Samek die "Domo Filmverleih GmbH". Nach der Änderung des Gesellschaftsvertrags und der Umbenennung in die "Domo-Film GmbH" stiegen sie 1925 in die Filmproduktion ein. Beide waren auch 1926 Mitgründer der "Strauß-Film-Verleih GmbH". Aus dem Zusammenschluss beider Firmen entstand die "Domo-Strauß Film-Fabrikation und Verleih GmbH", als deren Geschäftsführer Meyer und Samek im Januar 1928 ausschieden. Meyer setzte seine Karriere als Geschäftsführer der "Essem-Film-Produktions-GmbH" (ess = Samek, em = Meyer) fort und war bei der Gründung der "Star-Film GmbH" (1928–1930) einer von vier Geschäftsführern. Noch zur Stummfilmzeit wirkte er auch als Produktionsleiter für größere Gesellschaften wie die Felsom, das Deutsche Lichtspiel-Syndikat und Seymour Nebenzahls Nero-Film AG, an deren bedeutendem Antikriegsfilm, G. W. Pabsts Westfront 1918, er zu Beginn der Tonfilm-Ära ebenfalls beteiligt gewesen war.
1933 musste der Jude Meyer Deutschland augenblicklich verlassen und floh in die Niederlande, wo er nach seinem Einstand mit dem frühen niederländischen Tonfilm Die drei Matrosen in den kommenden Jahren erneut als Produzent und Produktionsleitung beschäftigt wurde und überwiegend mit anderen Emigranten kooperierte. Bei Max Nossecks Inszenierung „Oranje Hein“ wirkte Meyer gemeinsam mit dem Mitflüchtling Friedrich Raff am Drehbuch mit. Meyers letzte Kinoarbeit war Detlef Siercks Inszenierung „Boefje“ kurz vor Kriegsausbruch 1939. Während der deutschen Besatzung der Niederlande geriet der Jude Leo Meyer immer mehr in Bedrängnis und Isolation und verübte am 1. Juli 1942 Selbstmord.

## Filme
als Filmproduzent oder Produktionsleiter, wenn nicht anders angegeben
- 1925: Die Blumenfrau vom Potsdamer Platz
- 1925: Elegantes Pack
- 1925: Der Hahn im Korb
- 1925: Der Ritt in die Sonne
- 1926: Das Gasthaus zur Ehe
- 1926: Rinaldo Rinaldini
- 1927: Liebesreigen
- 1928: Geschlecht in Fesseln
- 1928: Das Schicksal derer von Habsburg
- 1928: Die kleine Sklavin
- 1928: Somnambul
- 1929: Fräulein Fähnrich
- 1929: Meineid
- 1929: Ehe in Not
- 1929: Der Witwenball
- 1930: Westfront 1918
- 1930: Die Lindenwirtin
- 1930: Der keusche Joseph
- 1930: Bockbierfest
- 1930: 1000 Worte Deutsch
- 1931: Panik in Chicago
- 1931: Weekend im Paradies
- 1931: Der Stolz der 3. Kompanie
- 1932: Es geht um Alles
- 1932: Das erste Recht des Kindes
- 1934: Die drei Matrosen (De jantjes)
- 1934: Malle gefallen
- 1934: De familie van mijn vrouw
- 1934: Die bleiche Bet (Bleeke Bet)
- 1936: Oranje Hein (auch Co-Drehbuch)
- 1936: Op een avond en mein
- 1939: Boefje